# حزب عفار الوطني الديمقراطي
حزب عفار الوطني الديمقراطي (بالأمهرية: የአፋር ብሔራዊ ዴሞክራሲያዊ ፓርቲ)‏ كان حزبًا سياسيًا في إثيوبيا. في الانتخابات التشريعية التي أجريت في 15 مايو 2005، فاز الحزب بـ 8 مقاعد، كلها من منطقة عفار. وزير الشؤون الاجتماعية الحالي ونائب رئيس شؤون الرعاة من أعضاء في الحزب. 
في ديسمبر 2019 ، تم تشكيل حزب الازدهار من خلال اندماج ثلاثة أحزاب سابقة في الجبهة الديمقراطية الثورية للشعب الإثيوبي، وهي حركة أمهرة الوطنية الديمقراطية، والمنظمة الديمقراطية لشعوب أورومو، وحركة شعب جنوب أثيوبيا الديمقراطية. كما تم تضمين حزب عفار الوطني الديمقراطي، وجبهة بنيشانغول - غوموز للوحدة الديمقراطية الشعبية، وحزب الشعب الصومالي الإثيوبي الديمقراطي، وحركة غامبيلا الشعبية الديمقراطية، ورابطة هاريري الوطنية في الاندماج.